# Tillandsia tricholepis
Tillandsia tricholepis är en gräsväxtart som beskrevs av John Gilbert Baker. Tillandsia tricholepis ingår i släktet Tillandsia och familjen Bromeliaceae. Inga underarter finns listade i Catalogue of Life.